# 馬馬奧克略山
16°49′4″S 67°30′18″W / 16.81778°S 67.50500°W
馬馬奧克略山（Mama Uqllu），是玻利維亞的山峰，位於該國西部拉巴斯省，屬於安第斯山脈中基姆薩克魯斯山脈的一部分，海拔高度5,281米，人類在1987年首次登頂。